# Rapunzel, El Perro y El Brujo
Rapunzel, El Perro y El Brujo es una película colombiana de 2023 dirigida por Andrés Roa Ariza y escrita por Elizabeth Arias Castrillón. Protagonizada por Anderson Ballesteros, Andrés Estrada, Álvaro Rodríguez y Jimena Díaz, la película fue rodada en el departamento del Quindío y contó con el apoyo de Caracol Cine y Dago García Producciones.
El filme se estrenó en las salas de cine colombianas el 22 de febrero de 2024.

## Sinopsis
La historia se ambienta en Colombia en la década de 1990, marcada por el conflicto armado y la violencia de las guerrillas y el paramilitarismo. Un soldado apodado El Perro lleva privado de la libertad durante catorce años, y aprovechando un enfrentamiento de sus captores y un grupo paramilitar, logra escapar para terminar perdido en la espesura de las selvas andinas.

## Reparto
- Anderson Ballesteros es El Perro
- Álvaro Rodríguez es El Brujo
- Jimena Díaz es Consuelo
- Andrés Estrada es Gilberto